# Saint-André-le-Gaz
Pour les articles homonymes, voir Saint-André.
Saint-André-le-Gaz [sɛ̃.t‿ɑ̃dʁe lə ɡaz] est une commune française située dans le département de l'Isère en région Auvergne-Rhône-Alpes.

## Géographie

### Situation et description
Rattaché à la communauté de communes Les Vals du Dauphiné, le territoire communal est positionné dabs la partie septentrionale du département de l'Isère, dénommé localement sous le vocable de Nord-Isère, non loin de la ville de La Tour-du-Pin.

### Communes limitrophes
Les communes limitrophes sont  La Bâtie-Montgascon, Le Passage, Les Abrets en Dauphiné, Saint-Didier-de-la-Tour et Saint-Ondras.

### Hydrographie
Le territoire de la commune de Saint-André-le-Gaz est traversé par la Bourbre, un affluent direct en rive gauche du Rhône, d'une longueur de 72,2 km. Le territoire héberge également quelques étangs.

### Climat
Pour des articles plus généraux, voir Climat d'Auvergne-Rhône-Alpes et Climat de l'Isère.
En 2010, le climat de la commune est de type climat des marges montargnardes, selon une étude du Centre national de la recherche scientifique s'appuyant sur une série de données couvrant la période 1971-2000. En 2020, Météo-France publie une typologie des climats de la France métropolitaine dans laquelle la commune est exposée à un climat de montagne ou de marges de montagne et est dans la région climatique Alpes du nord, caractérisée par une pluviométrie annuelle de 1 200 à 1 500 mm, irrégulièrement répartie en été.
Pour la période 1971-2000, la température annuelle moyenne est de 11 °C, avec une amplitude thermique annuelle de 17,4 °C. Le cumul annuel moyen de précipitations est de 1 097 mm, avec 10,2 jours de précipitations en janvier et 7,3 jours en juillet. Pour la période 1991-2020, la température moyenne annuelle observée sur la station météorologique de Météo-France la plus proche, « Pont-de-Beauvoisin », sur la commune du Pont-de-Beauvoisin à 11 km à vol d'oiseau, est de 11,8 °C et le cumul annuel moyen de précipitations est de 1 166,3 mm,. Pour l'avenir, les paramètres climatiques de la commune estimés pour 2050 selon différents scénarios d'émission de gaz à effet de serre sont consultables sur un site dédié publié par Météo-France en novembre 2022.

## Urbanisme

### Typologie
Au 1er janvier 2024, Saint-André-le-Gaz est catégorisée bourg rural, selon la nouvelle grille communale de densité à sept niveaux définie par l'Insee en 2022.
Elle appartient à l'unité urbaine de Saint-André-le-Gaz, une agglomération intra-départementale regroupant deux  communes, dont elle est ville-centre,,. La commune est en outre hors attraction des villes,.

### Occupation des sols

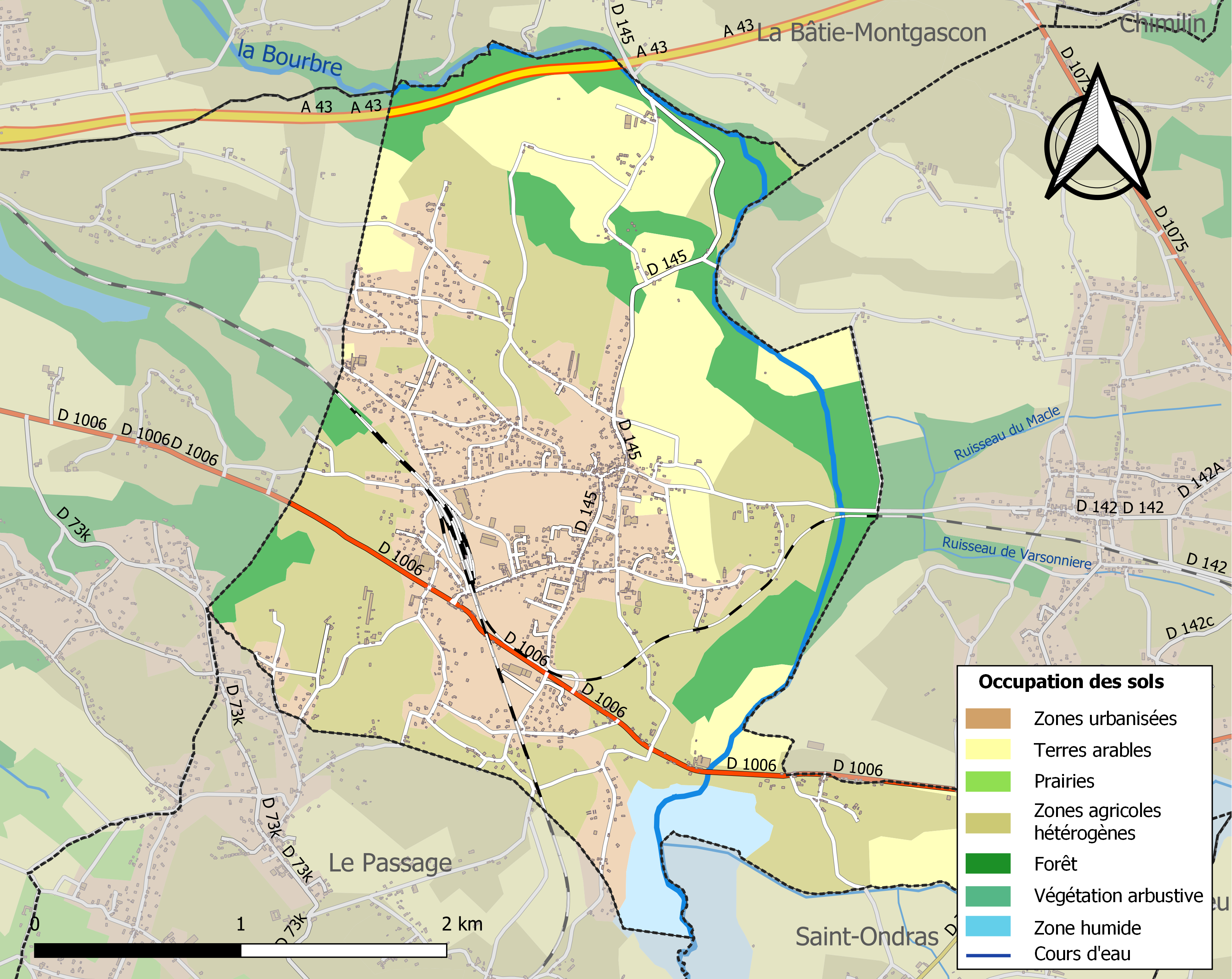
Carte des infrastructures et de l'occupation des sols de la commune en 2018 (CLC).

L'occupation des sols de la commune, telle qu'elle ressort de la base de données européenne d’occupation biophysique des sols Corine Land Cover (CLC), est marquée par l'importance des territoires agricoles (54,5 % en 2018), en diminution par rapport à 1990 (67,9 %). La répartition détaillée en 2018 est la suivante : 
zones agricoles hétérogènes (36 %), zones urbanisées (27,3 %), terres arables (18,5 %), forêts (15 %), zones humides intérieures (3,2 %). L'évolution de l’occupation des sols de la commune et de ses infrastructures peut être observée sur les différentes représentations cartographiques du territoire : la carte de Cassini (XVIIIe siècle), la carte d'état-major (1820-1866) et les cartes ou photos aériennes de l'IGN pour la période actuelle (1950 à aujourd'hui).

### Habitat et logement
En 2020, le nombre total de logements dans la commune était de 1 194, alors qu'il était de 1 148 en 2015 et de 1 025 en 2010.
Parmi ces logements, 92,5 % étaient des résidences principales, 2,4 % des résidences secondaires et 5,2 % des logements vacants. Ces logements étaient pour 84,8 % d'entre eux des maisons individuelles et pour 13,8 % des appartements.
Le tableau ci-dessous présente la typologie des logements à Saint-André-le-Gaz en 2020 en comparaison avec celle de l'Isère et de la France entière. Une caractéristique marquante du parc de logements est ainsi une proportion de résidences secondaires et logements occasionnels (2,4 %) inférieure à celle du département (8,3 %) et  à celle de la France entière (9,7 %). Concernant le statut d'occupation de ces logements, 79,4 % des habitants de la commune sont propriétaires de leur logement (77,1 % en 2015), contre 61,2 % pour l'Isère et 57,5 pour la France entière.
| Typologie                                               | Saint-André-le-Gaz | Isère | France entière |
| ------------------------------------------------------- | ------------------ | ----- | -------------- |
| Résidences principales (en %)                           | 92,5               | 84    | 82,1           |
| Résidences secondaires et logements occasionnels (en %) | 2,4                | 8,3   | 9,7            |
| Logements vacants (en %)                                | 5,2                | 7,7   | 8,2            |

### Voies de communication et transports

#### Voies routières
La route départementale 1006 (RD 1006), qui correspond à l'ancienne l'ancienne RN 6 reclassée en route départementale et relie la commune avec les communes de Bourgoin-Jallieu, en se dirigeant vers Lyon et du Pont-de-Beauvoisin, en se dirigeant vers Chambéry.

#### Voies ferrées

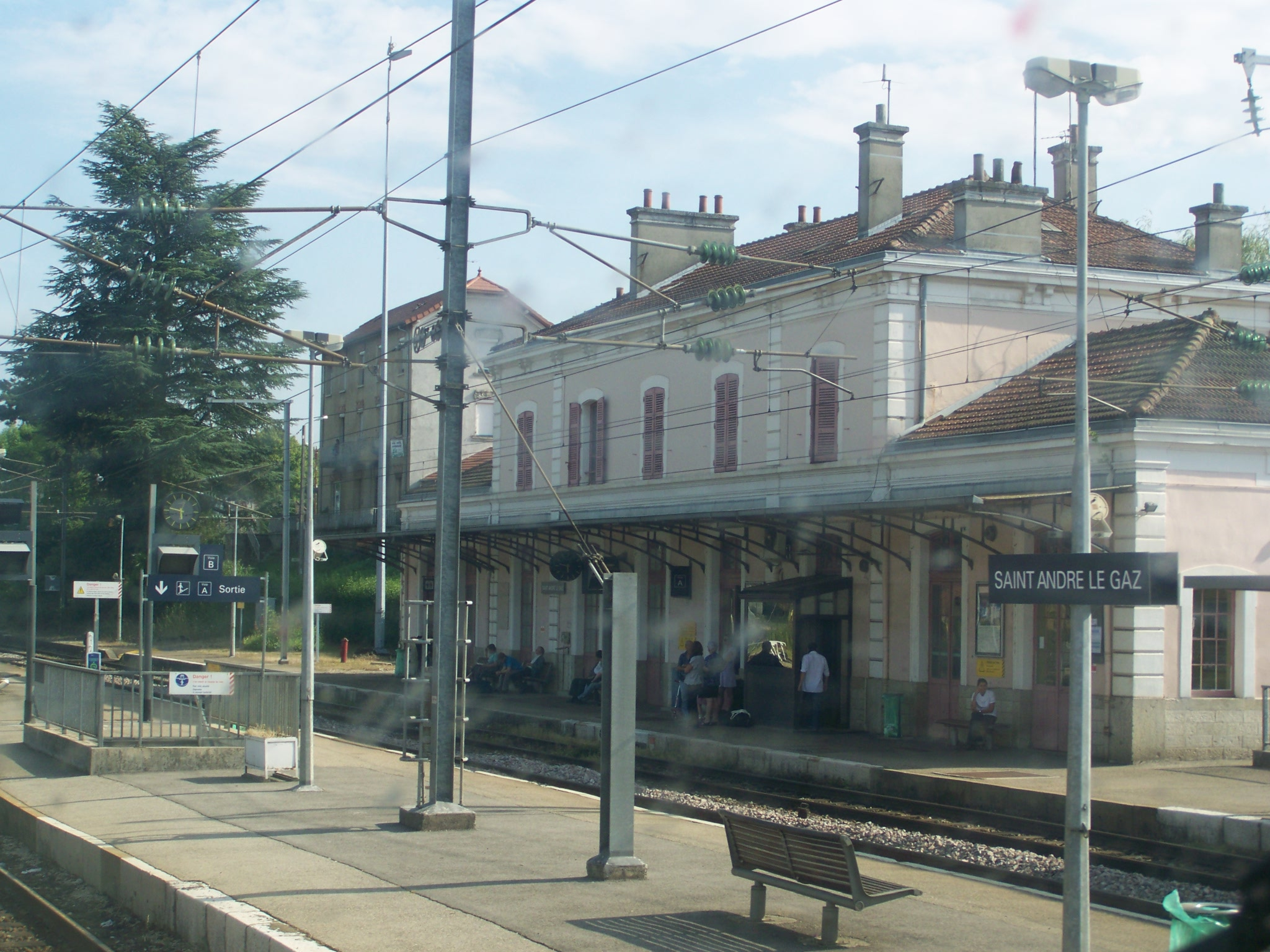
La gare.

La  gare de Saint-André-le-Gaz est un nœud ferroviaire important dans le réseau de transport. Située sur la ligne Lyon - Grenoble, une bifurcation donne accès à Chambéry, les pays savoyards, la Suisse et l'Italie. Elle est desservie par des trains TER Auvergne-Rhône-Alpes des relations, de :
- Saint-André-le-Gaz à Grenoble-Universités-Gières ou Chambéry,
- Saint-André-le-Gaz à Lyon-Perrache.

### Risques naturels et technologiques

#### Risques sismiques
L'ensemble du territoire de la commune de Saint-André-le-Gaz est situé en zone de sismicité n°3, comme la plupart des communes de son secteur géographique.
| Type de zone | Niveau            | Définitions (bâtiment à risque normal) |
| ------------ | ----------------- | -------------------------------------- |
| Zone 3       | Sismicité modérée | accélération = 1,1 m/s2                |

## Toponymie
Cette commune est issue de la fusion vers 1790 des communautés de Saint-André-la-Palud et de Le Gaz-la-Palud. Le terme de Gaz vient du gué ou gua qui permettait dans ce lieu de franchir la Bourbre, avant que Bonaparte, en route pour la campagne d'Italie, n'ordonnât d'y édifier un pont.
Le nom de la commune est devenu trompeur lorsque la langue courante de son voisinage a basculé de l'arpitan au français. Le terme « Gaz » est en fait la graphie arpitane de gua, qui signifie en vieux français gué (avant 1800, on franchissait la Bourbre à gué au hameau du Gua).
Comme partout dans les régions de langue arpitane, le -z final ne se prononce pas et marque l'accent tonique. Ainsi, "Le Gaz" se prononce "Le Ga".

## Histoire

### Préhistoire et Antiquité
Le secteur actuel de  Saint-André-le-Gaz se situe à l'ouest du territoire antique des Allobroges, ensemble de tribus gauloises occupant l'ancienne Savoie, ainsi que la partie du Dauphiné, située au nord de la rivière Isère.[réf. nécessaire]

### Époque contemporaine
La commune, instituée par la Révolution française sous le nom de Saint André la Pallud absorbe entre 1790 et 1794 celle de Le Guaz, formant alors Saint-André-le-Gaz.
La gare de Saint-André-le-Gaz est créée en 1861 par la Compagnie des chemins de fer de Paris à Lyon et à la Méditerranée (PLM) lorsqu'elle ouvre à l'exploitation la troisième section, de Bourgoin à Saint-André-le-Gaz de la ligne de Lyon à Grenoble. Elle devient la tête de ligne d'un embranchement vers Chambéry en septembre 1884.
La gare ferroviaire de Saint-André-le-Gaz fut visée durant la Seconde Guerre mondiale par un acte de résistance intérieure : des maquisards sabotent les rails en 1944 afin de couper les approvisionnements allemands. Ces derniers mènent le 8 juillet de la même année une opération de représailles dans le village qui va faire treize morts et dix déportés.

## Politique et administration

### Rattachements administratifs et électoraux

#### Rattachements administratifs
La commune se trouve  dans l'arrondissement de La Tour-du-Pin du département de l'Isère.
Elle faisait partie depuis 1801 du canton de Pont-de-Beauvoisin. Dans le cadre du redécoupage cantonal de 2014 en France, cette circonscription administrative territoriale a disparu, et le canton n'est plus qu'une circonscription électorale.

#### Rattachements électoraux
Pour les élections départementales, la commune fait partie depuis 2014 du canton de La Tour-du-Pin
Pour l'élection des députés, elle fait partie de la dixième circonscription de l'Isère.

### Intercommunalité
Saint-André-le-Gaz était membre de la communauté de communes La Chaîne des Tisserands, un établissement public de coopération intercommunale (EPCI) à fiscalité propre créé en 2001 et auquel la commune avait transféré un certain nombre de ses compétences, dans les conditions déterminées par le code général des collectivités territoriales.
Dans le cadre des prescriptions de la loi de réforme des collectivités territoriales du 16 décembre 2010, qui a prévu le renforcement et la simplification des intercommunalités et la constitution de structures intercommunales de grande taille, cette intercommunalité fusionne avec sa voisine pour former le 1er janvier 2014 la communauté de communes Bourbre-Tisserands. Une seconde fusion intervient dans le cadre des dispositions de la loi portant nouvelle organisation territoriale de la République du 7 août 2015, qui prévoit que les établissements publics de coopération intercommunale (EPCI) à fiscalité propre doivent avoir un minimum de 15 000 habitants, et cette intercommunalité a fusionné avec ses voisines pour former, le 1er janvier 2017, la communauté de communes Les Vals du Dauphiné, dont est désormais membre la commune.

### Liste des maires
| Période                                  | Période                   | Identité          | Étiquette | Qualité |
| ---------------------------------------- | ------------------------- | ----------------- | --------- | --- |
| Les données manquantes sont à compléter. |                           |                   |           | |
| 1789                                     | 1793                      | Louis Gentil      |           | |
| 1793                                     | 1836                      | Claude Bel        |           | |
| 1836                                     | 1840                      | Félix Billard     |           | |
| 1840                                     | 1846                      | François Chamard  |           | |
| 1846                                     | 1878                      | Félix Billard     |           | |
| 1878                                     | 1881                      | Jean Lalechère    |           | |
| 1881                                     | 1883                      | Laurent Rabatel   |           | |
| 1884                                     | 1888                      | Étienne Graillet  |           | |
| 1888                                     | 1900                      | Benoît Royer      |           | |
| 1900                                     | 1903                      | Benoît Veyret     |           | |
| 1903                                     | 1919                      | Eugène Gros       |           | |
| 1919                                     | 1944                      | Joseph Serrières  |           | |
| 1944                                     | 1947                      | Joseph Rabatel    |           | |
| 1947                                     | 1956                      | Victor Ferrand    |           | |
| 1956                                     | 1965                      | Marcel Bernasconi |           | |
| 1965                                     | juin 1995                 | Roger Gallien     |           | Enseignant Officier des Palmes académiques |
| juin 1995                                | mars 2001                 | Daniel Longère    |           | |
| mars 2001                                | 2003                      | André Guicherd    |           | |
| 2003                                     | 2014                      | Joseph Veyret     |           | |
| mars 2014                                | En cours (au 6 juin 2023) | Magali Guillot    | LR        | Directrice de maison de retraite Présidente de la CC Les Vals du Dauphiné (2017 → 2023) Conseillère départementale de La-Tour-du-Pin (2015 → 2021) Vice-Présidente du conseil départemental de l'Isère (2015 → 2021) Réélu pour le mandat 2020-2026 |

## Équipements et services publics

### Enseignement
La commune est rattachée à l'académie de Grenoble.

### Équipements culturels

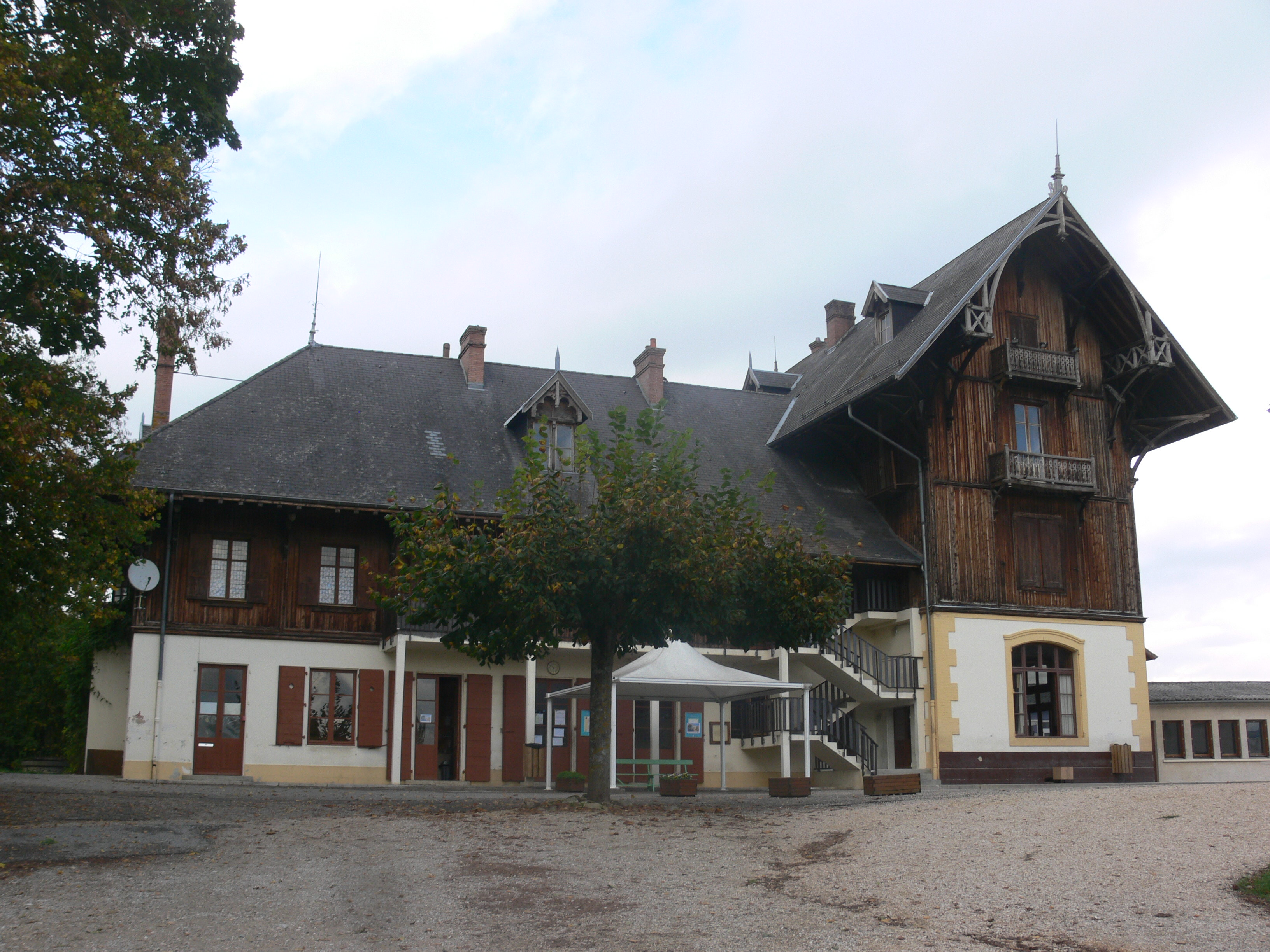
La MFR Le Chalet.

- École de Musique Associative, qui met à disposition des cours de guitare, piano, batterie, trompette, chant[23].
- Harmonie des Tisserands
- Deux centres de formation (MFR Le Village[24] et MFR Le Chalet[25]), qui proposent des formations par alternance en élevage canin et félin, électrotechnique, menuiserie et mécanique automobile .

## Population et société

### Démographie
L'évolution du nombre d'habitants est connue à travers les recensements de la population effectués dans la commune depuis 1793. Pour les communes de moins de 10 000 habitants, une enquête de recensement portant sur toute la population est réalisée tous les cinq ans, les populations de référence des années intermédiaires étant quant à elles estimées par interpolation ou extrapolation. Pour la commune, le premier recensement exhaustif entrant dans le cadre du nouveau dispositif a été réalisé en 2004.

En 2022, la commune comptait 2 726 habitants, en évolution de −2,89 % par rapport à 2016 (Isère : +3,07 %, France hors Mayotte : +2,11 %).
| 1793 | 1800  | 1806 | 1821 | 1831  | 1836  | 1841  | 1846  | 1851  |
| ---- | ----- | ---- | ---- | ----- | ----- | ----- | ----- | ----- |
| 906  | 1 025 | 987  | 970  | 1 144 | 1 314 | 1 396 | 1 379 | 1 342 |

| 1856  | 1861  | 1866  | 1872  | 1876  | 1881  | 1886  | 1891  | 1896  |
| ----- | ----- | ----- | ----- | ----- | ----- | ----- | ----- | ----- |
| 1 206 | 1 287 | 1 312 | 1 370 | 1 450 | 1 459 | 1 447 | 1 393 | 1 327 |

| 1901  | 1906  | 1911  | 1921  | 1926  | 1931  | 1936  | 1946  | 1954  |
| ----- | ----- | ----- | ----- | ----- | ----- | ----- | ----- | ----- |
| 1 334 | 1 371 | 1 269 | 1 191 | 1 310 | 1 305 | 1 301 | 1 160 | 1 240 |

| 1962  | 1968  | 1975  | 1982  | 1990  | 1999  | 2004  | 2006  | 2009  |
| ----- | ----- | ----- | ----- | ----- | ----- | ----- | ----- | ----- |
| 1 311 | 1 406 | 1 526 | 1 641 | 1 903 | 1 961 | 2 225 | 2 291 | 2 404 |

| 2014  | 2019  | 2022  | - | - | - | - | - | - |
| ----- | ----- | ----- | - | - | - | - | - | - |
| 2 751 | 2 760 | 2 726 | - | - | - | - | - | - |

### Sports et loisirs

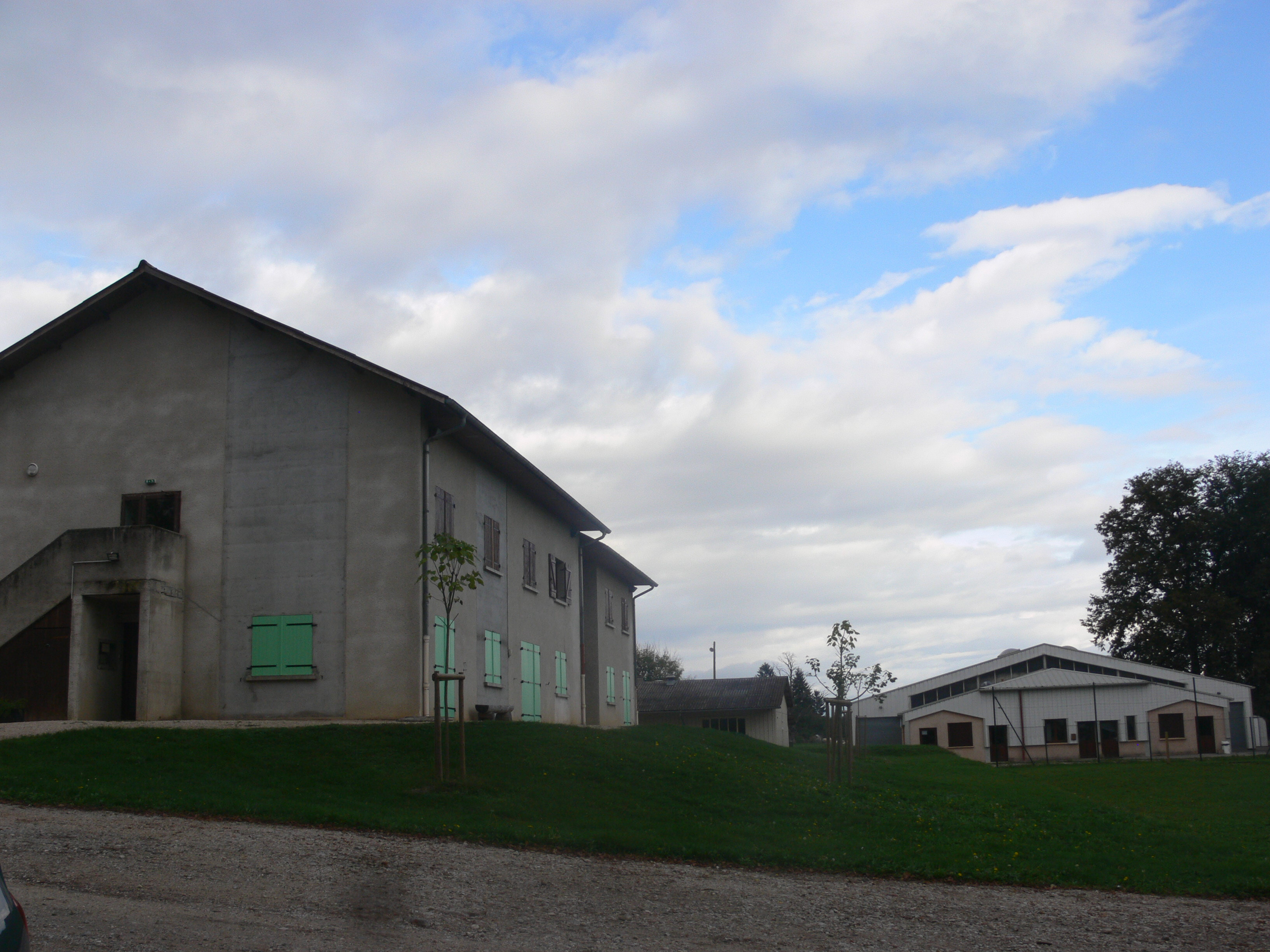
Le terrain de football.

La commune compte de nombreux clubs sportifs dont :
- ASSA Football
- Basket St Didier St André
- ASSA Basket
- Tennis Club
- Club de Boules
- Haltérophilie et musculation
- Amitié Montagne
- Détente plein air
- Association de Chasse - La Diane
- Association de pêche - La Gaule  AAPPMA
- École de pêche - Les Vairons
- Club Forme et Bien Être

### Médias
Historiquement, le quotidien à grand tirage Le Dauphiné libéré consacre, chaque jour, y compris le dimanche, dans son édition du Nord-Isère, un ou plusieurs articles à l'actualité sur le canton, la communauté des communes et quelquefois sur la commune, ainsi que des informations sur les éventuelles manifestations locales, les travaux routiers, et autres événements divers à caractère local.
La commune est située sur l'aire de diffusion de radio Ici Isère, une radio publique qui émet sur tout le territoire du département de l'Isère.

### Cultes
La communauté catholique et l'église paroissiale de Saint-André-le-Gaz (propriété de la commune) dépendent de la paroisse Sainte-Anne qui est, elle-même, rattachée au diocèse de Grenoble-Vienne.

## Culture locale et patrimoine

### Lieux et monuments
- Le château de Verel, datant de 1610, est bâti à la place d'une maison forte dont il conserve l'escalier colimaçon[30]. Y ont séjourné le poète Alphonse de Lamartine et le romancier Stendhal, au temps où la famille Beyle, sa famille, était propriétaire des lieux. À 490 m d’altitude il domine de quelque 80 m, la gare, le village, le Gua et tout le secteur environnant.
- L'église paroissiale Saint-André est l'œuvre de l’architecte Alfred Berruyer, concepteur dans le département d’une bonne trentaine d’autres églises. S'y trouvent des toiles de Louis Vettard, notamment la Cène (inspirée de l’œuvre de Léonard de Vinci) ainsi que la chaire, œuvre probable de l’ébéniste Perrin.
- Les ponts sur la Bourbre, une rivière, prenant sa source dans les Terres Froides de Châbons, pour former un affluent et grossir entre Loyettes et Saint-Priest de son modeste débit celui du Rhône. celle-ci est enjambée par les ponts de Tapon, de la Creuse et du Gua. Ce dernier le plus célèbre, a été construit sur un remarquable radier, remontant aux dires des spécialistes à la période gallo-romaine. La tradition veut, sans être confirmée par des écrits d’époque, que le pont proprement dit, ayant mis fin au célèbre passage à gué, dont il porte le nom, fut construit par les pontonniers du général Bonaparte pour le passage de l’Armée d’Italie.

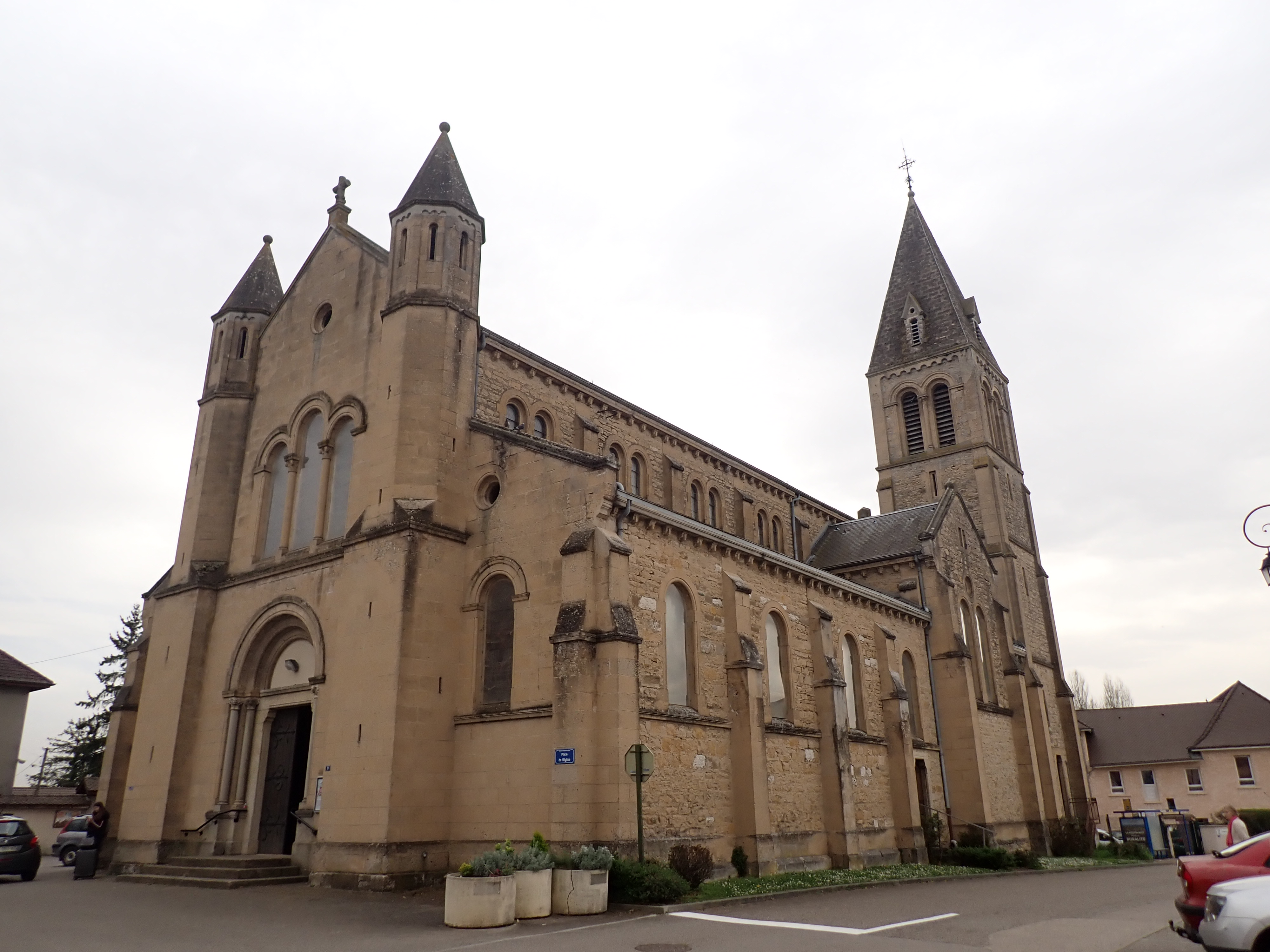
Église Saint-André
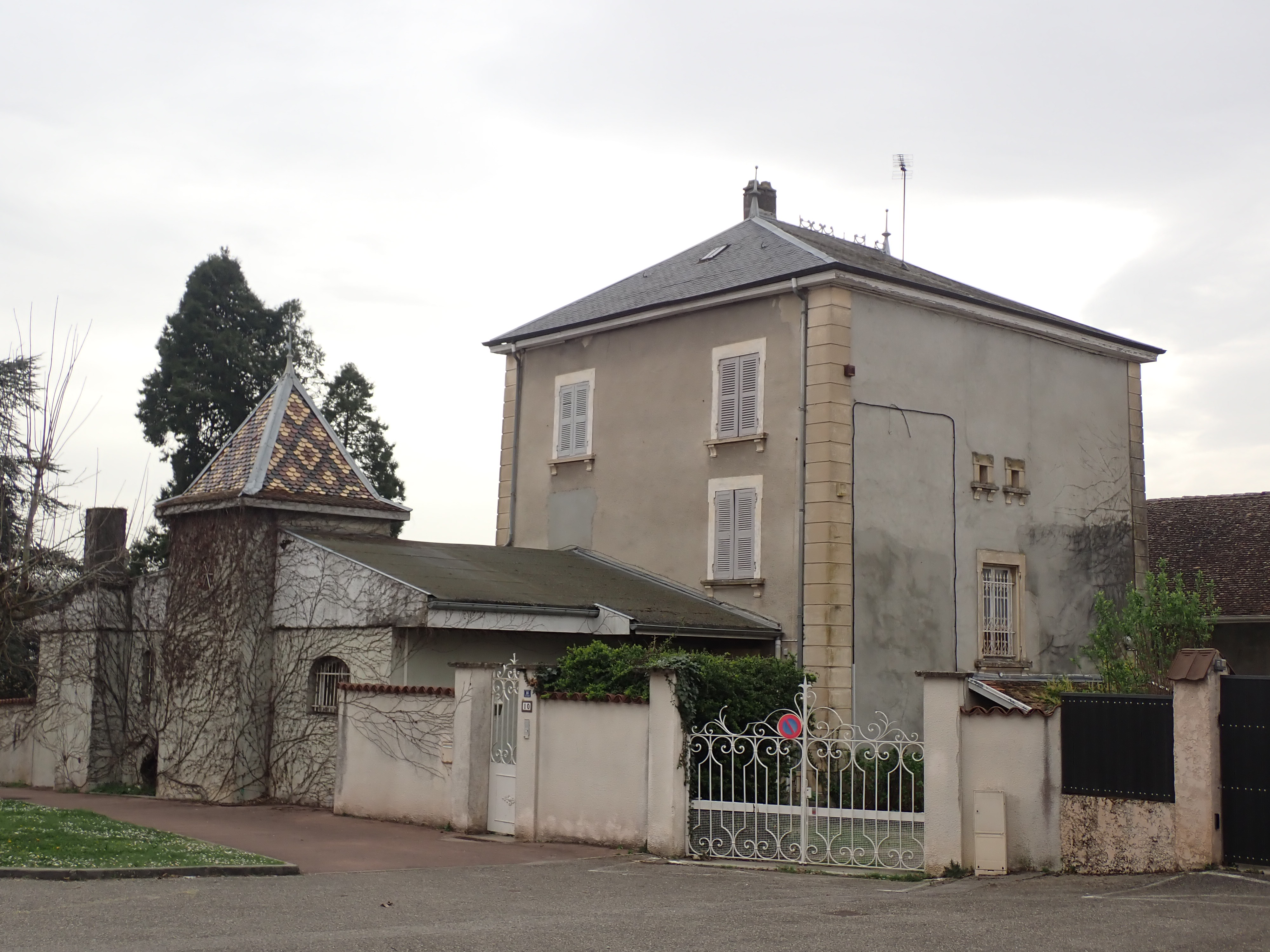
Maison dauphinoise dans le centre du bourg.

### Patrimoine naturel
- L'étang de Tapon, est le lieu de rendez-vous apprécié des pêcheurs dès la saison commencée. Il accueille plusieurs concours et safari organisés chaque année par des associations locales[31].

### Personnalités liées à la commune
- Maurice Bernachon (1919 - 1999) Maître chocolatier à Lyon.[réf. souhaitée]

## Pour approfondir